# Козлово Озеро
Козлово Озеро — деревня в Вяземском районе Смоленской области России. Входит в состав Ермолинского сельского поселения. Население — 1 житель (2007). 
Расположена в восточной части области в 11 км к востоку от Вязьмы, в 7 километрах южнее автодороги М1 «Беларусь». В 10 километрах южнее деревни расположена железнодорожная станция О.п. 18-й км на линии Вязьма — Калуга. 
| 2015 |
| ---- |
| 0    |

## История
В годы Великой Отечественной войны деревня была оккупирована гитлеровскими войсками в октябре 1941 года, освобождена в марте 1943 года. 